# 小田站 (島根縣)
小田站（日语：／ Oda eki */?）是位於島根縣出雲市多伎町多岐，西日本旅客鐵道（JR西日本）的山陰本線車站。截至2020年3月，快速列車只有黃昏以後下行2班列車停站。

## 歷史
- 1913年（大正2年）11月21日 - 國有鐵道山陰本線出雲今市站（現時為出雲市站）至小田站之間開業，此終點站啟用。為客運和貨運車站。
  - 當時車站地址為島根縣簸川郡田岐村多岐。
- 1915年（大正4年）3月10日 - 山陰本線延伸至石見大田站（現時為大田市站），為中途車站。
- 1950年（昭和25年）12月20日 - 隨著岐久村成立，車站地址為島根縣簸川郡岐久村多岐。
- 1956年（昭和31年）9月30日 - 隨著多伎村（日语：多伎町）成立，車站地址為島根縣簸川郡多伎村多岐。
- 1969年（昭和44年）11月3日 - 隨著多伎村實施町制，成為多伎町（日语：多伎町），車站地址為島根縣簸川郡多伎町多岐。
- 1982年（昭和57年）11月7日 - 終止貨物起卸業務。
- 1987年（昭和62年）4月1日 - 伴隨國鐵分割民營化，車站由西日本旅客鐵道（JR西日本）營運。
- 1990年（平成2年）3月10日 - 成為無人車站[1]。
- 2001年（平成13年）3月 - 隨著山陰本線高速化，列車交會設備撤走。
- 2005年（平成17年）
  - 2月10日 - 多伎町循環巴士（當時）總站與新車站大樓竣工。
  - 3月22日 - 隨著出雲市（第二次）成立，車站地址為現時位置。

## 車站構造
車站是一座地面車站，設有1面1線的單式月台，益田方向的列車會開啟右邊車門。出雲市方向與益田方向的列車使用同一月台。車站曾經設有1面2線的島式月台，隨著開展山陰本線高速化工程，靠近車站大樓的路軌被撤走。曾經車站大樓與月台之間設有站內平交道。
車站是由松江站管理的無人車站。最初大樓內沒有櫃臺。在月台上曾經設有乘車站證明票發票機。

## 使用狀況
以下為近年1日平均乘車人次列表：
| 乘車人次變化 | 乘車人次變化    |
| 年度         | 1日平均乘車人次 |
| ------------ | --------------- |
| 1984         | 137             |
| 1994         | 146             |
| 1999         | 131             |
| 2000         | 137             |
| 2001         | 123             |
| 2002         | 120             |
| 2003         | 108             |
| 2004         | 121             |
| 2005         | 97              |
| 2006         | 92              |
| 2007         | 87              |
| 2008         | 80              |
| 2009         | 75              |
| 2010         | 82              |
| 2011         | 84              |
| 2012         | 73              |
| 2013         | 71              |
| 2014         | 66              |
| 2015         | 77              |
| 2016         | 86              |
| 2017         | 89              |

## 車站周邊
- 出雲市政廳多伎行政中心（日语：出雲市役所#多伎行政センター）（前多伎町公所）
- 出雲市立多伎中學（日语：出雲市立多伎中学校）
- 出雲市立岐久小學
- 道之驛Kirara（日语：道の駅キララ多伎）
- Kirara海灘
- 多伎體育館
- 海邊之多伎圖書館
- 出雲市立多伎幼稚園
- 出雲市銀齡人材中心多伎分部
- 羅森
- 海洋海水浴出雲
- LA･PITA多伎店
- 國道9號

## 巴士路線
- 出雲市 多伎循環巴士（日语：多伎循環バス）
- 一畑巴士出雲市站方向（每日3班）

## 相鄰車站
西日本旅客鐵道
山陰本線
- 部分快速Aqua快車停車站。

江南－小田－田儀

## 注腳
1. ↑  『JR気動車客車編成表』90年版 JRR 1990年 ISBN 4-88283-111-2
2. ↑  島根縣統計書

## 外部連結
- 小田｜車站資訊：JR出門網 - 西日本旅客鐵道